# Кампбелспорт (Висконсин)
Кампбелспорт (енгл. Campbellsport) град је у америчкој савезној држави Висконсин.

## Демографија
По попису из 2010. године број становника је 2.016, што је 103 (5,4%) становника више него 2000. године.
| Група             | 2000.         | 2010.         |
| Белци             | 1.885 (98,5%) | 1.964 (97,4%) |
| Афроамериканци    | 3 (0,2%)      | 4 (0,2%)      |
| Азијати           | 1 (0,1%)      | 5 (0,2%)      |
| Хиспаноамериканци | 8 (0,4%)      | 20 (1,0%)     |
| Укупно            | 1.913         | 2.016         |